# Where Do You Go?
Where Do You Go? ist ein Jazzalbum von Cornelia Nilsson. Die 2023 entstandenen Aufnahmen erschienen am 23. Februar 2024 auf Stunt Records.

## Hintergrund
Die schwedische Schlagzeugerin Cornelia Nilsson spielt schon seit einiger Zeit professionell, habe sich aber erst in den letzten Jahren einen Namen gemacht, notierte Phil Freeman. Sie hat drei Alben als Teil des Trios des Pianisten Mathias Landæus aufgenommen und veröffentlichte 2023 Scenery Somewhere, ein Duo-Album mit der Altsaxophonistin Julia Strzalek, das aus einer einzigen 27-minütigen Improvisation bestand, die in einer ehemaligen Krankenhauskapelle aufgenommen wurde.Where Do Go Go? ist ihr erstes Album unter eigenem Namen und wurde mit zwei verschiedenen Trios eingespielt. Auf sechs der zehn Titel werden Nilsson und Bassist Daniel Franck vom Pianisten Aaron Parks begleitet; bei den anderen vier kommt der Saxophonist Gábor Bolla hinzu. Die Musik ist eine Mischung aus Eigenkompositionen, Standards (wie „East of the Sun (and West of the Moon)“) und Stücken von Ornette Coleman, Krzysztof Komeda, Bud Powell und Thelonious Monk; das Titelstück stammt von Alec Wilder/Arnold Sundgaard.

## Titelliste
- Cornelia Nilsson: Where Do You Go? (Stunt Records STUCD 23092)[2]

1. John’s Abbey (Bud Powell) 4:44
2. Ninni / Motions 5:05
3. The Sphinx (Ornette Coleman) 4:28
4. Where Do You Go? (Alec Wilder, Arnold Sundgaard) 6:58
5. East of the Sun and West of the Moon (Brooks Bowman) 5:26
6. The Wanderer 5:33
7. Ugly Beauty (Monk) 3:25
8. For a Father (Krzysztof Komeda) / Dirge for Europe 7:05
9. That Was Recording, Right= 5:37
10. Saturn’s Return 5:53

Wenn nicht anders vermerkt, stammen die Kompositionen von Cornelia Nilsson.

## Rezeption

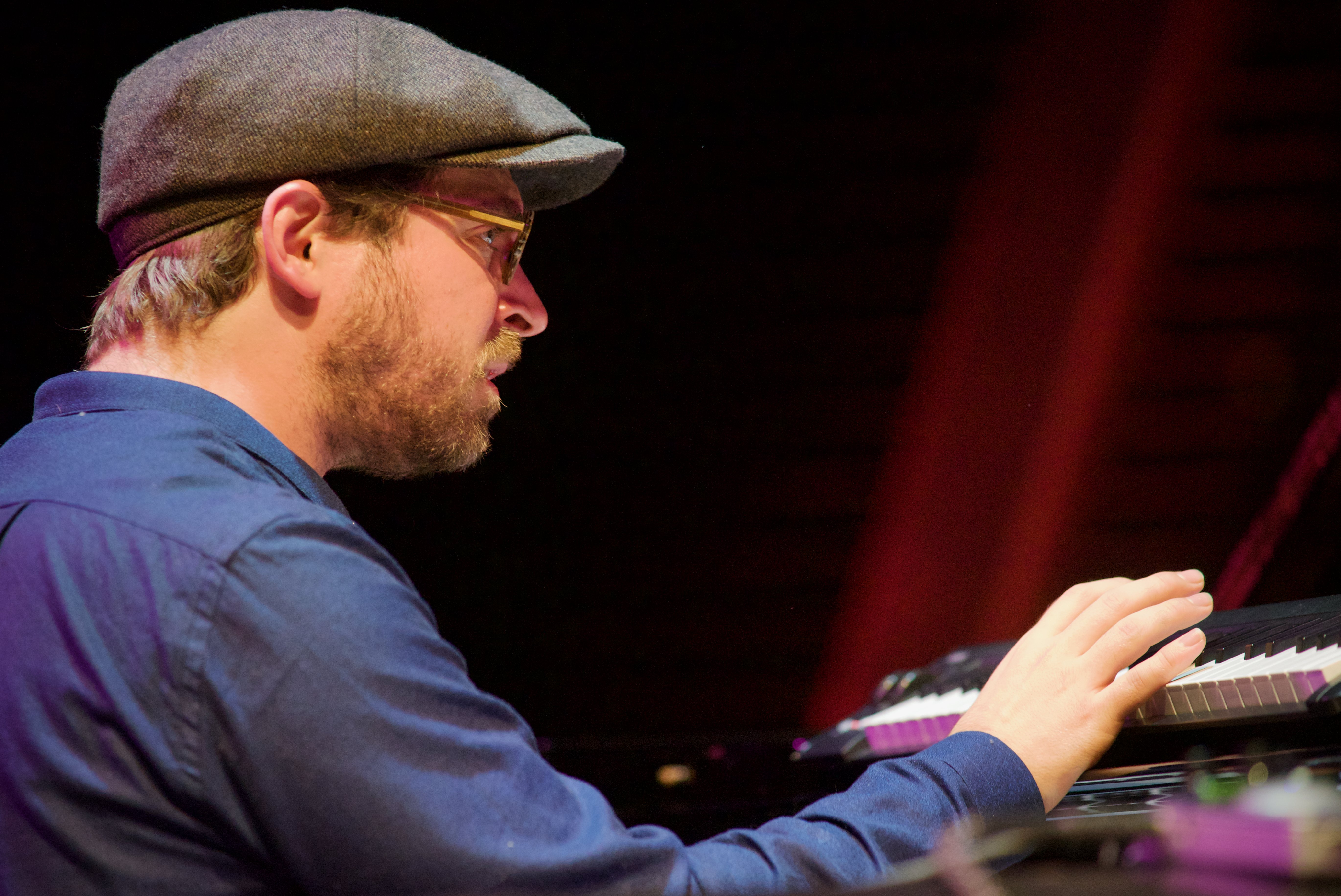
Aaron Parks (2018)

Phil Freeman (Ugly Beauty/Stereogum) zählte das Album zu den besten Neuveröffentlichungen des Monats und hob besonders ihre Interpretation von Monks „Ugly Beauty“ hervor. Franck und Bolla würden dort einen gemütlichen Spaziergang unternehmen, wobei die Schlagzeugerin sich fast ausschließlich auf Hi-Hat und Becken konzentriere und der Saxophonist die Melodie wie ein Mantra behandle.
Herausgekommen sei ein Album mit energiegeladenen und meditativen Stücken, bei dem die 32-jährige Schlagzeugerin einfallsreich und gekonnt die Balance zwischen Tempo und Kontemplation halte, schrieb Georg Waßmuth im SWR.
Cornelia Nilsson zeige auf ihrem Debüt, dass sie sich sowohl im klassischen Piano-Trio als auch im Trio ohne Harmonie-Instrument nur mit Saxofon und Bass gleichermaßen Zuhause fühlt, schrieb Michael Laages im NDR. Die Schlagzeugerin sei auf den zehn Titeln der frischen CD unüberhörbar bemüht, ja sie wirke geradezu erpicht darauf, dass auch ihre solistische Stimme wahrgenommen wird. Und zwischen beiden Trio-Formationen pendle die Leiterin der Ensembles außerordentlich einfallsreich hin und her, animiert und animierend zugleich. Die eigenen Kompositionen der Schlagzeugerin würden ziemlich kraftvoll dastehen, fest und sicher im Mainstream der Moderne; aber sie habe auch Musik von Krzysztof Komeda bearbeitet und wisse um die Wirkungen von Bud Powell, Ornette Coleman und Thelonious Monk. All diese Profile verbinde sie geschickt mit dem eigenen Schlagzeug-Kosmos.